# Yury Gazinsky
Yury Aleksandrovich Gazinsky - em russo, Юрий Александрович Газинский (Komsomolsk-on-Amur, 20 de julho de 1989) - é um futebolista russo que atua como meio-campo. Atualmente está sem clube.
Em 14 de junho de 2018, no jogo entre Rússia e Arábia Saudita, partida de abertura da Copa do Mundo FIFA de 2018, foi o autor do primeiro gol marcado no torneio, marcando de cabeça aos 11 minutos do primeiro tempo.